# Blanchard Ryan
Susan Blanchard Ryan (n. 12 ianuarie 1967) este o actriță americană. 

## Filmografie
| An        | Titlu                     | Rol                         | Note                              |
| --------- | ------------------------- | --------------------------- | --------------------------------- |
| 1998      | On a Sidewalk in the Fall |                             |                                   |
| 1998      | Remembering Sex           | Brill                       |                                   |
| 1999      | Big Helium Dog            | Dansatoarea                 |                                   |
| 2000      | Sex and the City          | Saleswoman                  | Episodul: "Running with Scissors" |
| 2001      | Super Troopers            | Casino La Fantastique Sally |                                   |
| 2001      | My Sister's Wedding       | Diana Dytwicz               |                                   |
| 2001      | Exceed                    | Commercial mom              |                                   |
| 2003      | Bun-Bun                   | Mama                        |                                   |
| 2003      | Open Water                | Susan Watkins               | Saturn Award for Best Actress     |
| 2006      | Beerfest                  | Krista Krundle              |                                   |
| 2008      | Pistol Whipped            | Liz                         |                                   |
| 2008      | No Exit                   | Leigh                       |                                   |
| 2008      | The Brooklyn Heist        | Samantha                    |                                   |
| 2008      | Fatal Kiss                | Frances Sweet               |                                   |
| 2009      | Cold Calls                | Dana Ewing                  |                                   |
| 2009      | Under New Management      | Kelly                       |                                   |
| 2009      | It's Complicated          | Annalise                    |                                   |
| 2011-2012 | Blue Bloods               | Reporter                    | 2 episoade                        |
| 2012      | White Collar              | Poppy Mailer                | 1 episod                          |

1. ↑  IdRef, accesat în 23 mai 2020